# Challenger de Buenos Aires 2012
Il Challenger de Buenos Aires 2012, noto anche come Copa Topper per motivi di sponsorizzazione, è stato un torneo professionistico di tennis maschile giocato sulla terra rossa. È stata la 3ª edizione del torneo, facente parte dell'ATP Challenger Tour nell'ambito dell'ATP Challenger Tour 2012. Si è giocato a Buenos Aires in Argentina dal 22 al 28 ottobre 2012.

## Partecipanti ATP

### Teste di serie
| Nazionalità | Giocatore              | Ranking* | Testa di serie |
| ----------- | ---------------------- | -------- | -------------- |
| Argentina   | Leonardo Mayer         | 78       | 1              |
| Slovenia    | Blaž Kavčič            | 106      | 2              |
| Argentina   | Martín Alund           | 121      | 3              |
| Francia     | Guillaume Rufin        | 124      | 4              |
| Argentina   | Horacio Zeballos       | 125      | 5              |
| Brasile     | Rogério Dutra da Silva | 131      | 6              |
| Portogallo  | Frederico Gil          | 138      | 7              |
| Argentina   | Guido Andreozzi        | 184      | 8              |

- 1 Ranking al 1º ottobre 2012.

### Altri partecipanti
Giocatori che hanno ricevuto una wild card:
- Andrea Collarini
- Tomás Lipovšek Puches
- Andrés Molteni
- Renzo Olivo

Giocatori che sono passati dalle qualificazioni:
- Juan Martín Aranguren
- Juan Ignacio Londero
- Simon Stadler
- Antal van der Duim

## Campioni

### Singolare
- Diego Schwartzman ha battuto in finale  Guillaume Rufin con il punteggio di 6–1, 7–5.

### Doppio
- Martín Alund /  Horacio Zeballos hanno battuto in finale  Facundo Argüello /  Agustín Velotti con il punteggio di 7–6(6), 6–2.